# رستم التواريخ
رستم التواریخ (بالفارسية: رستم التواریح) هو سجل تاريخي بلغة فارسية يغطي نهاية الفترة الصفوية إلى حكم فاط علي شاه القاجر (مملك 1797-1834) من الدولة القاجارية. ألفه رستم الحكماء في عام 1800، الذي كان ينتمي إلى عائلة ذات تاريخ كبير في خدمة الشاهات (الملوك) الصفوية.